# Военный ординариат Великобритании
Военный ординариат Великобритании (англ. Military Ordinariate of Great Britain) — военный ординариат Римско-Католической Церкви, действующий в Великобритании. Военный ординариат Великобритании, подчиняясь непосредственно Святому Престолу, обеспечивает пастырское окормление военнослужащих католического вероисповедания английской армии и их семей. Кафедральным собором военного ординариата Великобритании является церковь Святых Михаила и Георгия в Олдершоте.

## История
21 ноября 1953 года Римский папа Пий XII учредил военное капелланство для верующих Римско-Католической церкви, служащих в английских вооружённых силах.
21 июля 1986 года Римский папа Иоанн Павел II издал бреве Spirituali militum curae, которым преобразовал военное капелланство в военный ординариат.

## Ординарии военного ординариата
- епископ Дэвид Мэтью (16.04.1954 — 23.03.1963);
- епископ Джерард Уильям Тикл (12.10.1963 — 24.04.1978);
- епископ Фрэнсис Джозеф Уолмсли (8.01.2002 — 24.05.2002);
- епископ Томас Бёрнс (24.05.2002 — 16.10.2008 — назначен епископом Меневии;
- епископ Чарльз Филипп Ричард Мот (25.07.2009 — 21.03.2015 — назначен епископом Арундела и Брайтона;
  - вакансия (2015—2018);
- епископ Пол Джеймс Мейсон (9 июля 2018 — настоящее время).

## Источник
- Annuario Pontificio, Libreria Editrice Vaticana, Città del Vaticano, 2003, ISBN 88-209-7422-3
- Булла Spirituali militum curae  (лат.)